# كارولينا كرم
كارولينا كرم من مواليد 3 نوفمبر 1986 في فرنسا. هي مغنية وراقصة لبنانية، فرنسية، المعروفة بإسمها (كارولينا). بدأت مسيرتها الفنية بعد حصولها على كأس بطولة الرقص اللاتيني في عام 2011، واستمرت بتقديم عروضها الغنائية، الراقصة الاستعراضية في قاعة موسيقى بيروت، لتشارك بعدها في النسخة العربية من البرنامج العالمي رقص النجوم ضمن فريق الراقصين المحترفيين لعامين متتاليتين. أكملت مسيرتها في عالم الفن الغنائي الإستعراضي وقدمت أعمالاً عدة بلغات متعددة.

## حياتها الفنية
ولدت الفنانة اللبنانية، الفرنسية كارولين كرم (كارولينا) في منطقة بوان تابيتر التابعة إلى فرنسا في 3 نوفمبر من العام 1986. هي عضوة مغنية في نقابة الفنانين المحترفين في لبنان. ويطلق عليها لقب فنانة فرنكو-لبنانية. بعد فوزها ببطولة  «اللاتينية اللبنانية» وكأس اللاتينية اللبنانية في عام 2011، مثلت بلدها في عدة مسابقات للرقص في جميع أنحاء العالم.
 كما أنها شاركت في البرنامج التلفزيوني العالمي بنسخته العربية رقص النجوم في موسميه الثاني والثالث على التوالي حيث تميزت بإحترافها الرقص واتقانها كل اللوحات التي تقدمها مع النجوم المشاركين. وبعدها إنطلقت كارولينا في عالم الغناء والكليبات وأصدرت عدة أعمال فنية وأعطتها هوية خاصة شكلت لها قاعده جماهيرية مهمة.
غنت في عدة برامج تليفزيونية منها برنامج «ديو المشاهير» هو النسخة العربيّة للبرنامج الغنائي الخيري العالمي المشهور Celebrity Duets

## أعمالها الفنية
- T’en vas pas (اغسطس 2014): وهي أغنية باللغة الفرنسية تم تصويرها في (غوادلوب الفرنسية)[10]
- Goza la vida (يوليو 2016): وهي أغنية باللغة الإسبانية[11]
- ساعة نطرني (يناير 2017): وهي أغنية للفنان زياد الرحباني غنتها باللغتين العربية والاسبانية.
- نطرني (يوليو 2017): وهي اغنية للفنان إلياس الرحباني قدمتها باللغتين العربية والاسبانية.
- يلا طيرني (أغسطس 2017)[12]